# Alfred Ossemann
Alfred Ossemann (Eupen, 27 maart 1963) is een Belgisch Duitstalig politicus voor de SP.

## Levensloop
Alfred Ossemann behaalde een getuigschrift als steenhouwer en natuursteenbewerker aan het opleidingscentrum ZAVM in Eupen en werkte van 1977 tot 1981 als leerling-steenhouwer. Na zijn legerdienst was hij van 1983 tot 1991 meester-steenhouwer en van 1991 tot 1999 leidinggevende in een steenhouwerij. Daarna was hij van 1999 tot 2004 leidinggevende in de bouwsector, tot 2002 in een bouwbedrijf in Aywaille en van 2002 tot 2004 in een bouwbedrijf in Rochefort, om daarna tot 2022 als bedrijfsleider zijn eigen bouwbedrijf te leiden. Hij combineerde dit van 2004 tot 2019 met een deeltijdse baan als chauffeur-opleider bij de openbare vervoersmaatschappij TEC. Sinds 2022 is hij ambtenaar op het ministerie van de Duitstalige Gemeenschap, van 2022 tot 2024 als administratief medewerker op het Departement Gezin en Senioren en sinds 2024 als adviseur op het Departement Ruimtelijke Ordening, afdeling Wonen en Energie.
Hij werd eveneens actief in het verenigingsleven en engageerde zich in de politiek. Sinds 2012 is hij voor de SP provincieraadslid van Luik en in die hoedanigheid eveneens lid met raadgevende stem in het Parlement van de Duitstalige Gemeenschap. Dat laatste mandaat oefende hij uit tot in juni 2024, toen provincieraadsleden niet meer in aanmerking kwamen voor deze functie. Voorts zetelde hij van 2014 tot 2021 in de raad van bestuur van de Waalse huisvestingsmaatschappij SWL en is hij sinds 2015 voorzitter van de commissie van beheer van het Natuurpark Hoge Venen-Eifel.